# هلبة الكبريت آكلة الفركتوز
هلبة الكبريت آكلة الفركتوز (الاسم العلمي:Thiothrix fructosivorans) هي نوع من البكتيريا تتبع جنس هلبة الكبريت من فصيلة هلبات الكبريت.